# Ola Serneke
Ola Kristian Serneke, född 16 november 1971 i Alingsås församling i dåvarande Älvsborgs län, är en svensk företagare. Han är ägare och tidigare VD för byggföretaget Serneke samt drivande kraft bakom skyskrapan Karlatornet.

## Karriär
Serneke är utbildad civilekonom och civilingenjör från Chalmers tekniska högskola.
År 2017 blev han utnämnd till "Årets VD för stora bolag". År 2019 uppträdde han i radioprogrammet Sommar i P1. Året därpå, 2020, avslöjades att Serneke under pseudonymen "Pellucidum" kommenterat om sitt börsnoterade företag i minst 200 inlägg på aktieforumet Placera.nu. Han försökte haussa företaget under förevändningen att han var en vanlig investerare som tyckte att bolaget var undervärderat.. Hans agerande kallas av Dagens Industris ekonomiska kommentator för "pinsamt och skrattretande". Den 24 februari 2021 avgick Serneke som VD och koncernchef för Serneke Group, samt lämnade sin post som ledamot i styrelsen för bolaget till följd av internetinläggen. Ekobrottsmyndigheten lade samtidigt ner förundersökningen mot honom då man bedömde att hans handlingar inte räknas som brottsliga. Han kvarstår som VD för Serneke Invest.
År 2023 tilldelas han Nyckeln till Göteborg med motiveringen:
| ”      | Ola är en entreprenör och visionär som genom sitt engagemang och framstående arbete har gjort betydande insatser för Göteborgs utveckling och tillväxt. [...] Hans bidrag till Göteborgs affärsklimat och samhällsbyggnad är betydande. [...] Nu står Nordens högsta byggnad snart färdig, Göteborgs nya landmärke. Kanske är det kaxigheten, modet att våga, som har gjort hans resa till den framgångssaga den är. | „ |
| [ 11 ] | |   |

Utdelare av priset var Business Regions ordförande Mattias Jonsson.